# Майк Прайс (баскетболіст)
Майк Прайс (англ. Mike Price; нар. 11 вересня 1948, Расселлвіль, Кентуккі, США) — американський професіональний баскетболіст, що грав на позиції атакувального захисника за декілька команд НБА.

## Ігрова кар'єра
На університетському рівні грав за команду Іллінойс (1967–1970). 
1970 року був обраний у першому раунді драфту НБА під загальним 17-м номером командою «Нью-Йорк Нікс». Професійну кар'єру розпочав 1970 року виступами за тих же «Нью-Йорк Нікс», захищав кольори команди з Нью-Йорка протягом одного сезону.
З 1971 по 1972 рік також грав у складі «Індіана Пейсерз».
Останньою ж командою в кар'єрі гравця стала «Філадельфія Севенті-Сіксерс», до складу якої він приєднався 1972 року і за яку відіграв один сезон.